# Partit del Progrés Nacional
El Partit del Progrés Nacional (lituà Tautos pažangos Partija) o TPP és un partit polític lituà. Va ser establert el 1916. El nom del partit li fou donat pel destacat activista i escriptor lituà Juozas Tumas-Vaižgantas, que considerava el progrés com l'aspecte principal de la política en el futur. El partit va publicar els seus principals objectius el 1917, mentre Lituània seguia sent part de l'Imperi Rus. Es va anunciar que el partit considerava Lituània com un república democràtica amb dret a l'autodeterminació. A finals del 1917 Alfonsas Petrulis, membre del partit, va ser triat al Consell de Lituània. No obstant això, no va aconseguir obtenir cap escó a l'Assemblea Constituent de Lituània el 1920. A continuació, es va fusionar amb la Unió Agrària Lituana per formar la Unió Nacional Lituana, un partit que romangué en el poder des del 1926 fins al 1940.
Després que Lituània recuperés la seva independència el 1990, el partit va ser restablert el 1994, presentant-se a les eleccions de 1996 sense èxit. Al 2016 s'iniciaria el procés de dissolució.

## Resultats electorals
| Any                                        | Vots   | %    | Escons  | +/- |
| ------------------------------------------ | ------ | ---- | ------- | --- |
| 1920                                       | 4,288  | 0.63 | 0 / 112 | Nou |
| 1922                                       | 14,131 | 1.74 | 0 / 78  | =   |
| 1923                                       | 10,568 | 1.17 | 0 / 78  | =   |
| Integració en la Unió Nacionalista Lituana |        |      |         |     |
| 1996                                       | 3,922  | 0.30 | 0 / 141 | Nou |